# Rania Mamoun
Rania Ali Musa Mamoun (sinh năm 1979) là một nhà báo, tiểu thuyết gia và nhà văn người Sudan. Cô sinh ra ở thành phố Wad Medani ở miền đông trung bộ Sudan và được đào tạo tại Đại học Gezira. Là một nhà báo, cô tham gia vào cả phương tiện truyền thông in ấn và truyền hình. Cô chỉnh sửa trang văn hóa của tạp chí al-Thaqafi, viết một chuyên mục cho tờ báo al-Adwaa và trình bày một chương trình văn hóa trên Gezira State TV.
Là một tác giả, Mamoun đã xuất bản hai cuốn tiểu thuyết bằng tiếng Ả Rập, Green Flash (2006) và Son of the Sun (2013), cũng như một tập truyện ngắn Mười ba tháng của mặt trời mọc, được dịch sang tiếng Anh bởi Elisabeth Jaquette và được xuất bản bởi Comma Báo chí năm 2019. Một số câu chuyện của cô đã xuất hiện trong bản dịch tiếng Anh, bao gồm trong The Book of Khartoum (Comma Press, 2016), Banthology (Comma Press, 2018), và trên tạp chí Banipal. Mamoun là người nhận được một khoản tài trợ AFAC (Quỹ nghệ thuật và văn hóa Ả Rập) vào năm 2009, và năm sau đó, cô được chọn tham gia IPAF Nadwa thứ hai, một hội thảo thường niên dành cho các nhà văn trẻ nói tiếng Ả Rập.